# Bassus (insecto)
Bassus es un género de himenópteros apócritos de los bracónidos. Contiene 183 especies:

## Especies seleccionadas
- Bassus abdominalis Muesebeck 1927;
- Bassus aciculatus (Ashmead 1889);
- Bassus acrobasidis Cushman 1920;
- Bassus agathoides Newton & Sharkey 2000;
- Bassus agilis (Cresson 1873);
- Bassus albifasciatus (Watanabe 1934);